# أنتونيا دوتا
أنطونيا إيرينا دوتا (بالرومانية: Antonia Irina Duta) هي لاعبة جمباز فني رومانية ولدت في يوم 8 أكتوبر 2004 في بوخارست. أبرز إنجازاتها هو فوزها بالميدالية الفضية في بطولة أوروبا للشباب 2018.